# First Division 1979-1980
La First Division 1979-1980 è stata la 81ª edizione della massima serie del campionato inglese di calcio, disputata tra il 18 agosto 1979 e il 19 maggio 1980 e concluso con la vittoria del Liverpool, al suo dodicesimo titolo, il secondo consecutivo.
Capocannoniere del torneo è stato Phil Boyer (Southampton), con 23 reti.

## Stagione

### Novità
Al posto delle retrocesse QPR, Birmingham City e Chelsea sono saliti dalla Second Division il Crystal Palace, il Brighton e lo Stoke City.

### Avvenimenti
L'inizio del campionato vide l'emergere del Nottingham Forest campione d'Europa, che uscì dal gruppo alla quarta giornata rimanendo in vetta in solitaria per due giornate, quando fu sorpassato dal Manchester Utd. Nelle giornate successive il Forest e i Red Devils si contesero la prima posizione (tallonati dal neopromosso Crystal Palace e dal Wolverhampton), finché, al tredicesimo turno, il Manchester United prese la testa della classifica inseguito dal Liverpool. I Reds affiancarono alla diciannovesima giornata la capolista e terminarono il girone di andata a pari punti con il Manchester United.
Alla prima giornata del girone di ritorno il Liverpool prese il comando della classifica solitario dando avvio alla fuga, ostacolata dal solo Manchester United che raggiunse in due occasioni i Reds. A partire dalla trentesima giornata il campionato sembrò essere arrivato ad una svolta quando il Manchester United calò il ritmo, ma dopo cinque giornate gli stessi Red Devils dettero avvio ad una rimonta che li porterà, alla penultima giornata, a pari punti con la capolista. L'assegnazione del titolo fu quindi decisa all'ultima giornata, giocata il 3 maggio 1980: vincendo in casa il Liverpool, approfittando di una sconfitta esterna del Manchester United, si laureò per l'undicesima volta campione d'Inghilterra. In zona UEFA il Wolverhampton andò in Europa con il Manchester United e l'Ipswich Town, avendo l'introduzione del ranking UEFA tolto un posto all'Inghilterra.
In coda, assieme al Bolton già condannato da tempo, retrocessero con due giornate di anticipo il Bristol City e un Derby County in crisi dopo la vittoria del campionato nel 1975.

## Squadre partecipanti
| Club              | Stagione | Città          | Stadio              | Stagione precedente                   |
| ----------------- | -------- | -------------- | ------------------- | ------------------------------------- |
| Arsenal           | dettagli | Londra         | Arsenal Stadium     | 7º posto in First Division            |
| Aston Villa       | dettagli | Birmingham     | Villa Park          | 8º posto in First Division            |
| Bolton            | dettagli | Bolton         | Burnden Park        | 17º posto in First Division           |
| Brighton          | dettagli | Brighton       | Goldstone Ground    | 2º posto in Second Division, promosso |
| Bristol City      | dettagli | Bristol        | Ashton Gate Stadium | 13º posto in First Division           |
| Coventry City     | dettagli | Coventry       | Highfield Road      | 19º posto in First Division           |
| Crystal Palace    | dettagli | Londra         | Selhurst Park       | 1º posto in Second Division, promosso |
| Derby County      | dettagli | Derby          | Baseball Ground     | 10º posto in First Division           |
| Everton           | dettagli | Liverpool      | Goodison Park       | 4º posto in First Division            |
| Ipswich Town      | dettagli | Ipswich        | Portman Road        | 6º posto in First Division            |
| Leeds Utd         | dettagli | Leeds          | Elland Road         | 5º posto in First Division            |
| Liverpool         | dettagli | Liverpool      | Anfield             | 1º posto in First Division            |
| Manchester City   | dettagli | Manchester     | Maine Road          | 15º posto in First Division           |
| Manchester Utd    | dettagli | Manchester     | Old Trafford        | 9º posto in First Division            |
| Middlesbrough     | dettagli | Middlesbrough  | Ayresome Park       | 12º posto in First Division           |
| Norwich City      | dettagli | Norwich        | Carrow Road         | 16º posto in First Division           |
| Nottingham Forest | dettagli | Nottingham     | City Ground         | 2º posto in First Division            |
| Southampton       | dettagli | Southampton    | The Dell            | 14º posto in First Division           |
| Stoke City        | dettagli | Stoke-on-Trent | Victoria Ground     | 3º posto in Second Division, promosso |
| Tottenham         | dettagli | Londra         | White Hart Lane     | 11º posto in First Division           |
| West Bromwich     | dettagli | Londra         | The Hawthorns       | 3º posto in First Division            |
| Wolverhampton     | dettagli | Wolverhampton  | Molineux Stadium    | 18º posto in First Division           |

## Classifica finale
|       | Pos. | Squadra           | Pt | G  | V  | N  | P  | GF | GS | DR  |
| ----- | ---- | ----------------- | -- | -- | -- | -- | -- | -- | -- | --- |
|       | 1.   | Liverpool         | 60 | 42 | 25 | 10 | 7  | 81 | 30 | +51 |
|       | 2.   | Manchester Utd    | 58 | 42 | 24 | 10 | 8  | 65 | 35 | +30 |
|       | 3.   | Ipswich Town      | 53 | 42 | 22 | 9  | 11 | 68 | 39 | +29 |
|       | 4.   | Arsenal           | 52 | 42 | 18 | 16 | 8  | 52 | 36 | +16 |
| [ 4 ] | 5.   | Nottingham Forest | 48 | 42 | 20 | 8  | 14 | 63 | 43 | +20 |
| [ 5 ] | 6.   | Wolverhampton     | 47 | 42 | 19 | 9  | 14 | 58 | 47 | +11 |
|       | 7.   | Aston Villa       | 46 | 42 | 16 | 14 | 12 | 51 | 50 | +1  |
|       | 8.   | Southampton       | 45 | 42 | 18 | 9  | 15 | 65 | 53 | +12 |
|       | 9.   | Middlesbrough     | 44 | 42 | 16 | 12 | 14 | 50 | 44 | +6  |
|       | 10.  | West Bromwich     | 41 | 42 | 11 | 19 | 12 | 54 | 50 | +4  |
|       | 11.  | Leeds Utd         | 40 | 42 | 13 | 14 | 15 | 46 | 50 | -4  |
|       | 12.  | Norwich City      | 40 | 42 | 13 | 14 | 15 | 58 | 66 | -8  |
|       | 13.  | Crystal Palace    | 40 | 42 | 12 | 16 | 14 | 41 | 50 | -9  |
|       | 14.  | Tottenham         | 40 | 42 | 15 | 10 | 17 | 52 | 62 | -10 |
|       | 15.  | Coventry City     | 39 | 42 | 16 | 7  | 19 | 56 | 66 | -10 |
|       | 16.  | Brighton          | 37 | 42 | 11 | 15 | 16 | 47 | 57 | -10 |
|       | 17.  | Manchester City   | 37 | 42 | 12 | 13 | 17 | 43 | 66 | -23 |
|       | 18.  | Stoke City        | 36 | 42 | 13 | 10 | 19 | 44 | 58 | -14 |
|       | 19.  | Everton           | 35 | 42 | 9  | 17 | 16 | 43 | 51 | -8  |
|       | 20.  | Bristol City      | 31 | 42 | 9  | 13 | 20 | 37 | 66 | -29 |
|       | 21.  | Derby County      | 30 | 42 | 11 | 8  | 23 | 47 | 67 | -20 |
|       | 22.  | Bolton            | 25 | 42 | 5  | 15 | 22 | 38 | 73 | -35 |

Legenda:
      Campione d'Inghilterra e ammessa alla Coppa dei Campioni 1980-1981
      Ammessa alla Coppa dei Campioni 1980-1981
      Ammesse alla Coppa delle Coppe 1980-1981
      Ammesse alla Coppa UEFA 1980-1981
      Retrocesse in Second Division 1980-1981
Regolamento:
Due punti a vittoria, uno a pareggio, zero a sconfitta.
A parità di punti le squadre venivano classificate secondo la differenza reti.

## Statistiche

### Squadre

#### Capoliste solitarie
Fonte:
|    | —— | —— | ——       | ——       | —— | ——       | ——       | —— | ——  | ——  | ——  | ——             | ——             | ——             | ——  | ——       | ——       | ——  | ——  | ——  | ——        | ——        | ——        | ——        | ——  | ——  | ——        | ——        | ——        | ——        | ——        | ——        | ——        | ——        | ——        | ——        | ——        | ——        | ——        | ——  | ——  | —— |  |
|    |    |    | Nottin F | Nottin F | MU | Wolver R | Wolver R |    | NF  | WR  |     | Manchester Utd | Manchester Utd | Manchester Utd |     | Manche U | Manche U |     |     |     | Liverpool | Liverpool | Liverpool | Liverpool |     |     | Liverpool | Liverpool | Liverpool | Liverpool | Liverpool | Liverpool | Liverpool | Liverpool | Liverpool | Liverpool | Liverpool | Liverpool | Liverpool |     | Liv |    |  |
|    |    |    |          |          |    |          |          |    |     |     |     |                |                |                |     |          |          |     |     |     |           |           |           |           |     |     |           |           |           |           |           |           |           |           |           |           |           |           |           |     |     |    |  |
|    |    |    |          |          |    |          |          |    |     |     |     |                |                |                |     |          |          |     |     |     |           |           |           |           |     |     |           |           |           |           |           |           |           |           |           |           |           |           |           |     |     |    |  |
| 1ª | 2ª | 3ª | 4ª       | 5ª       | 6ª | 7ª       | 8ª       | 9ª | 10ª | 11ª | 12ª | 13ª            | 14ª            | 15ª            | 16ª | 17ª      | 18ª      | 19ª | 20ª | 21ª | 22ª       | 23ª       | 24ª       | 25ª       | 26ª | 27ª | 28ª       | 29ª       | 30ª       | 31ª       | 32ª       | 33ª       | 34ª       | 35ª       | 36ª       | 37ª       | 38ª       | 39ª       | 40ª       | 41ª | 42ª |    |  |

#### Primati stagionali
- Maggior numero di vittorie: Liverpool (25)
- Minor numero di sconfitte: Liverpool (7)
- Migliore attacco: Liverpool (81 goal fatti)
- Miglior difesa: Liverpool (30 reti subite)
- Miglior differenza reti: Liverpool (+51)
- Maggior numero di pareggi: West Bromwich (19)
- Minor numero di pareggi: Coventry City (7)
- Maggior numero di sconfitte: Derby County (23)
- Minor numero di vittorie: Bolton (5)
- Peggior attacco: Bristol City (37 reti segnate)
- Peggior difesa: Bolton (73 reti subite)
- Peggior differenza reti: Bolton (-35)

### Individuali

#### Classifica marcatori
Fonte:
| Gol | Rigori |  | Giocatore          | Squadra           |
| --- | ------ |  | ------------------ | ----------------- |
| 23  | 1      |  | Phil Boyer         | Southampton       |
| 21  |        |  | David Johnson      | Liverpool         |
| 19  | 7      |  | Glenn Hoddle       | Tottenham         |
| 17  |        |  | Paul Mariner       | Ipswich Town      |
| 16  |        |  | Kenny Dalglish     | Liverpool         |
| 16  |        |  | Peter Ward         | Brighton          |
| 16  |        |  | Neil Whatmore      | Bolton            |
| 15  | 4      |  | Peter Barnes       | West Bromwich     |
| 14  |        |  | Trevor Francis     | Nottingham Forest |
| 14  |        |  | Frank Stapleton    | Arsenal           |
| 14  |        |  | Alan Sunderland    | Arsenal           |
| 13  |        |  | Eric Gates         | Ipswich Town      |
| 13  |        |  | Joe Jordan         | Manchester Utd    |
| 13  |        |  | John Richards      | Wolverhampton     |
| 13  |        |  | Ian Andrew Wallace | Coventry City     |
| 13  | 6      |  | Thomas Ritchie     | Bristol City      |